# تود ولف
تود ولف (بالإنجليزية: Todd Wolfe)‏ هو مغن مؤلف أمريكي، ولد في 22 يناير 1957 في كوينز في الولايات المتحدة.

## وصلات خارجية
- الموقع الرسمي